# 青木昌彦
青木昌彦（日语： Aoki Masahiko，1938年4月1日—2015年7月15日）是日本经济学家、斯坦福大学经济系荣誉退休教授，以及斯坦福经济政策研究所和弗里曼·史波格利国际问题研究所的高级研究员。
青木昌彦是制度经济学领域的重要学者，其主要贡献集中于比较制度分析、企业理论和公司治理。他提出制度是在社会中各方力量博弈与妥协后形成的稳定规则，并引入了“制度互补性”、“社会嵌入性”等概念，强调制度的内生性与演化特征。他率先将制度分析方法应用于对日本经济的研究，揭示了日本制度演变的独特机制。在企业理论方面，青木以合作博弈为基础，构建了整合多种治理模式与信息结构的企业分析框架。并通过潜在博弈理论指出，不同利益相关者只要能够接受并共享一个被普遍认可的利益分配规则，就能够在企业内部实现目标协调，使企业运作更为稳定和高效。